# Церква Різдва Пресвятої Богородиці (Сухостав, ПЦУ)
Церква Різдва Пресвятої Богородиці в Сухоставі — парафія і храм православної громади Гусятинського деканату Тернопільсько-Теребовлянської єпархії Православної церкви України в селі Сухостав Чортківського району Тернопільської области.
Оголошена пам'яткою архітектури місцевого значення (охоронний номер 1870).

## Історія церкви
За переказами, дерев'яну церкву у XVIII столітті сплавили Дністром аж із Карпат.
З 1960 по 1989 рік храм не діяв, але у 1989 році він знову відчинив свої двері для вірян. У 1993 році був зроблений художній розпис.
Протягом 1993–1994 років на храмове свято парафію відвідав митрополит Тернопільський і Бучацький Василій.
У 2003–2004 роках житель села Лука Зеновій Битковський виготовив престол, жертовник та іконостас. У 2008 році храм перекрили новою бляхою.
У 1967 році було споруджено та освячено пам'ятник воїнам-односельцям, які загинули у німецько-радянській війні. У 1990 році насипали та освятили символічну могилу Українським Січовим Стрільцям.

## Парохи
- о. Микола Мелешкевич (1846—1890)
- о. Мар'ян Рогошевський (1926—1959)
- о. Роман Левенець (з 1985)